# Anders Hansson (auteur-compositeur)
Anders Erik Viktor Hansson (né le 20 août 1962) est un musicien, auteur-compositeur et producteur de musique suédois.

## Carrière
Hansson joue le rôle principal sur le dernier album de Secret Services Aux deux Magots, en 1987, puis commence une collaboration de longue date avec Ola Håkansson, Tim Norell et Alexander Bard.
Hansson travaille dans le domaine de la musique depuis la fin des années 1980 avec des artistes comme Alcazar, Lena Philipsson, Cher, Tommy Nilsson, Agnes, Bodies Without Organs, Victoria Beckham, Rachel Stevens, Agneta Fältskog ou Malena Ernman.
Il sort un album Love Conquers All en 1993 sous le nom de scène de Love CA.

### Eurovision
Hansson est le producteur de chansons pour le Concours Eurovision de la chanson et la finale nationale suédoise, Melodifestivalen, présentes ensuite au concours.
| Année | Pays        | Forme de sélection           | Artiste         | Titre                    | Finale nationale | Finale nationale | Eurovision | Eurovision |    |
| Année | Pays        | Forme de sélection           | Artiste         | Titre                    | Place            | Points           | Place      | Points     |    |
| ----- | ----------- | ---------------------------- | --------------- | ------------------------ | ---------------- | ---------------- | ---------- | ---------- | -- |
| 1987  | Suède       | Melodifestivalen 1987        | Lena Philipsson | Dansa i neon             | 5                | 43               | NC         | NC         | NC |
| 2003  |             | Melodifestivalen 2003        | Alcazar         | Not a Sinner Nor a Saint | 3                | 172              | NC         | NC         | NC |
| 2004  |             | Melodifestivalen 2004        | Lena Philipsson | Det gör ont              | 1                | 232              | 5          | 170        |    |
| 2005  |             | Melodifestivalen 2005        | Alcazar         | Alcastar                 | 3                | 135              | NC         | NC         | NC |
|       |             |                              | BWO             | Gone                     | 5 (SF)           | —                | NC         | NC         | NC |
| 2009  |             | Melodifestivalen 2009        | Agnes           | Love Love Love           | 8                | 40               | NC         | NC         | NC |
| 2014  | Royaume-Uni | Sélection interne par la BBC | Molly           | Children of the Universe | NC               | NC               | 17         | 40         |    |
| 2017  | Biélorussie | EuroFest                     | Kattie          | Wild Wind                | 12               | 1                | NC         | NC         |    |